# Iglesia de Santo Toribio (Cartagena de Indias)
La Iglesia de Santo Toribio de Mogrovejo es una iglesia católica colombiana ubicada en el centro histórico de Cartagena de Indias. Específicamente, se encuentra en la esquina noroccidental de la plaza Fernández de Madrid, en el cruce de la calle Curato con la calle del Sargento Mayor, en el barrio San Diego. Su construcción inició en 1666, convirtiéndose en la última iglesia de la ciudad en levantarse durante el periodo colonial.Debido a su valor histórico, fue declarada monumento nacional en 1995 junto a otras edificaciones de la ciudad.